# Nako
Nako là một tổng thuộc  tỉnh Poni ở phía nam Burkina Faso. Thủ phủ là thị xã Nako. Dân số năm 2006 là 27.840 người.

## Các thị xã và làng xã
Babière, Bakpara, Balarkar, Bambourou, Banipoulé, Barro, Bélé, Bobora, Bori-Kouladori, Boukairo, Boulimbié, Dadjour, Dapola, Dèdèra, Diangara, Diolompo, Djipla, Djotoulela, Dolonsié, Doumasser, Dounkora, Gacoula, Gbongane, Gbonséra, Gourkpé-Soum, Guiguine, Hantom, Hemkoa, Horao, Komon, Kori, Korou, Kourbéra-Poura, Kourgbélé, Koutenadouo, Kouténao, Kpatoura, Kpélinkpé, Lemka, Lodiompo, Lokonao, Lokono, Mara-Gnawan, Marinkoura, Mihébra, Miniéra, Moulera, Nambera, Nandoli, Nianiara, Oussoupera-Fétéo, Peramera, Pissine, Sabra, Salsi, Sandora, Sangol, Sibteon, Soumouo-Yobra, Tabou, Talliere-Ikori, Talliere-Sagnon, Talliere-Sawar, Tambili, Teniankoura, Tiarkiro, Tieka, Timbio, Timbisseo, Tinkar, Tinko, Tohedera, Tounagnera, Waraba-Zinkar, Yaber, Youlao và Youmbara.